# 文化放送ニュース
文化放送ニュース（ぶんかほうそうニュース）は文化放送で放送しているニュース番組。同社のコンテンツ局報道スポーツセンター（2013年4月5日 - 、それ以前は報道スポーツ制作部）が制作している。
自社取材だが、ニュースソースは共同通信、産経新聞、フジテレビのニュース系列ポータルサイト「FNN.jpプライムオンライン」である。

## 放送時間
基本的に毎正時、または正時5 - 10分前の放送が基本だが、編成上の都合で時間が前後したり、全く放送しない時間帯がある。
2023年10月編成より下記の時間で放送している（開始時刻後の◎は天気予報・交通情報とセット、○は天気予報とセット、●は交通情報とセット）。

### 平日
- 5:05頃◎ / 5:30頃○ / 6:09頃 / 6:36:30 / 7:09頃● （『おはよう寺ちゃん』内） - 寺島尚正が担当
- 8:25頃●[4]（『おとなりさん』内） - 坂口愛美アナが担当 / 9:35頃◎ - 太田英明アナが担当
- 12:01（『くにまる食堂』内）ランチタイムニュース（後述） - 担当キャスターは曜日やシフトによって異なる
  - 『キユーピー・メロディホリデー』などの特番編成時は代替のニュース（◎）を11:55、12:55に放送し、「ランチタイムニュース」は別途裏送りとなる。
- 13:53頃○ / 14:53頃◎[5]（『大竹まこと ゴールデンラジオ!』内） - 砂山圭大郎アナ（月曜 - 木曜）、鈴木純子アナ（金曜）が担当
- 15:38頃 / 17:00（『西川あやの おいでよ!クリエイティ部』内） - 15:38頃は西川文野アナが担当。
  - 17:00は『ニュース・パレード』を放送。永野景子（コンテンツ局 報道スポーツ センター 記者。月、火曜）、鈴木純子アナ（水 - 金曜）が担当。
- 19:55◎ / 20:55◎ （火曜・水曜のみ）- 甲斐彩加アナ（火曜）、斉藤一美アナ（水曜）が担当
  - 19時台は単発番組枠『好きがつながる!』を内包もしくは中断して、20時台は単独番組、もしくは『好きがつながる!』に内包のどちらかで放送。
  - ライオンズナイター（および日本シリーズ）放送中、5回裏または5回表の攻撃終了後 - スタジオ担当アナが担当（「文化放送スポットニュース」のタイトルで放送）
  - 雨傘番組を放送する場合は、18:15頃と19:00頃に1回ずつ伝える。
  - 月曜（月曜ナイター開催時は振り替え、平日の月曜レギュラー番組放送時）は20:00以降、宿直担当者がニュース速報、気象情報、鉄道情報を伝えている。
- 『レコメン!』（月 - 木曜）『内田理央のレコメン!FRIDAY』（金曜）『ARTIST FC』（月 - 木曜）『ヴァイナル・ミュージック〜for.EK〜 大人の歌謡クラブ』（金曜）の放送中、ニュース速報・気象情報・鉄道の運転情報を挿入する場合は宿直担当者が伝えている[6]。

### 土曜
- 5:00○ - 宿直担当者[7]
- 7:15頃◎ / 8:05頃◎（『ラジオのあさこ』内） - 砂山圭大郎アナが担当
- 9:49頃◎（『村上信五くんと経済クン』[8]内）/ 11:50頃◎および12:50頃◎（『てるのりのワルノリ』内）　- 久保朱莉アナが担当
- 14:00（『ロンドンブーツ1号2号 田村淳のNewsCLUB』内） / 15:56○（『伊東四朗 吉田照美 親父・熱愛』内） - 鈴木敏夫（報道スポーツセンター 解説委員）が担当
  - 14:00は同時ネット局でも放送している為、「2時のニュース」のタイトルを使用[9]。鈴木が田村淳ら番組レギュラー陣とやり取りをしながら進行する形態となっている[10]。

※以降、ニュース速報・気象情報・鉄道の運転情報を挿入する場合は宿直担当者が伝えている。

### 日曜
- 5:00○ / 6:00○ / 7:55◎ - 宿直担当者[13]
- 10:35頃および11:15頃（『ますだおかだ岡田圭右とアンタッチャブル柴田英嗣のおかしば』内）/ 12:50頃◎（『お昼の純子』内）  - 鈴木純子アナが担当
- 14:35頃◎（『鷲崎健のヒマからぼたもち』内） / 16:55● - 甲斐彩加アナが担当
- 17:55◎（『サンデーNEWSスクランブル』内） - 佐藤彩乃または剣持幸恵（共にフリーアナウンサー）が隔週で担当

※以降、ニュース速報・気象情報・鉄道の運転情報を挿入する場合は宿直担当者が伝えている。

## 平日昼のネットワークニュース
平日正午過ぎのニュースはNRNの昼のネットワークニュースとして全国にも配信される。2010年以降のタイトルは『ランチタイムニュース』、2013年以降の放送時刻は平日（月 - 金）の12:01 - 12:07。
1978年にスタートした『お昼のニュース・パレード』をルーツとする。文化放送では歴代の該当時間帯のワイド番組（2022年4月以降は『くにまる食堂』）の1コーナーとして放送されており、祝日編成（『キユーピー・メロディホリデー』など）やその他特別編成（毎年11月の浜祭公開生放送、3月31日の開局記念日特番など）によって休止となる場合があるが、その場合もネット局向けに裏送り制作される。

### タイトル等の変遷
| 放送期間                       | タイトル                 | 放送時刻                          | 内包元番組                                                          | 備考   |
| ------------------------------ | ------------------------ | --------------------------------- | ------------------------------------------------------------------- | ------ |
| 1978年4月当初                  | お昼のニュース・パレード | 12:00 - 12:20 のちに12:00 - 12:15 | （単独番組など）                                                    | -      |
| 1987年4月以降                  | お昼のニュース・パレード | 不明                              | 昼はおまかせ 桂竜也です 昼はおまかせ 月岡逸弥です                   | -      |
| 1988年4月以降                  | NEWS NOW                 | 12:01 - 12:10                     | 梶原茂の本気でDONDON 梶原しげるの本気でDONDON                       | -      |
| 2000年4月以降                  | NEWS NOW                 | 不明                              | 陳平・寺ちゃんのハッピートゥモロー 陳平・藤木姫のハッピートゥモロー | -      |
| 2002年10月以降                 | NEWS NOW                 | 不明                              | 野村邦丸のごきげん!二重丸◎                                          | -      |
| 2005年4月以降                  | ニュース・パンチ         | 12:04 - 12:10                     | 寺島尚正 ラジオパンチ!                                              | -      |
| 2010年10月以降                 | ランチタイムニュース     | 12:04 - 12:10                     | くにまるジャパン                                                    | [ 14 ] |
| 2013年4月以降                  | ランチタイムニュース     | 12:01 - 12:07                     | くにまるジャパン                                                    | -      |
| 2016年10月以降                 | ランチタイムニュース     | 12:01 - 12:07                     | くにまるジャパン 極                                                 | -      |
| 2022年4月以降（2025年4月時点） | ランチタイムニュース     | 12:01 - 12:07                     | くにまる食堂                                                        | -      |

### ネット局
| 放送対象地域 | 放送局            | 放送期間                            | 備考        |
| ------------ | ----------------- | ----------------------------------- | ----------- |
| 山梨県       | 山梨放送（YBS）   | 2019年4月 - 放送中（2025年4月時点） | -           |
| 富山県       | 北日本放送（KNB） | 2016年3月 - 放送中（2025年4月時点） | -           |
| 福井県       | 福井放送（FBC）   | 2020年4月 - 放送中（2025年4月時点） | -           |
| 兵庫県       | ラジオ関西（CRK） | 2020年4月 - 放送中（2025年4月時点） | NRN非加盟。 |
| 香川県       | 西日本放送（RNC） | 不明 - 放送中（2025年4月時点）      | -           |
| 徳島県       | 四国放送（JRT）   | 2012年4月 - 放送中（2025年4月時点） | -           |
| 高知県       | 高知放送（RKC）   | 不明                                | -           |
| 宮崎県       | 宮崎放送（MRT）   | 不明 - 放送中（2025年4月時点）      | -           |
| 大分県       | 大分放送（OBS）   | 不明 - 2008年3月                    | -           |

## 備考
- 開局 - 1959年1月31日は共同通信社 配信のニュースを放送していた。夕方は日刊スポーツ新聞社[16]の編集協力・協賛によるスポーツニュースがあった。
- その後、産経新聞との業務提携を締結。1959年2月1日から番組タイトルは『サンケイ新聞ニュース』になったが、1970年代後半より、現在のタイトルに変更した[17]。改題当初は、一部の時間帯で『文化放送ニュースレーダー』のタイトルで放送[18]。
- また、同じ1954年2月1日からは産経新聞記者と論説員が日替わりでニュース解説を行う『産業ニュース解説』が1980年3月まで放送された。
- 正午の全国ネットニュースの後に12時10分から5分間の報道特集番組『今日の焦点』がNRNネットで放送されていたが、1984年4月より『ニュースアップ』に改題され、1987年3月をもって終了した。
- 1969年より1990年3月まで平日15時50分から10分間『ニュースデスク』が編成され、NRNネットで放送された。内容はニュース解説だが、当番組では解説者のことをキャスターと呼称していた。1980年代後半のキャスターは塩田丸男（元読売新聞記者）や四方洋（毎日新聞論説委員）等が務め、提供クレジットは吉田照美（当時同局アナウンサー）が読み上げていた。ながらく単独番組であったが、1985年4月より夕方のワイド番組に内包された。
- 1994年から毎年1月2日・1月3日に完全中継を実施している東京箱根間往復大学駅伝競走（箱根駅伝）と、毎年11月の第1日曜日に完全中継を実施している全日本大学駅伝対校選手権大会（全日本大学駅伝）では、午前中から正午をまたいで中継するため、レースの進行に応じて11時台の後半に文化放送制作のニュースを挿入している。ただし、箱根駅伝中継はJRNとのクロスネット局を含めたNRN加盟局の大半、全日本大学駅伝中継は2020年から東海ラジオ（駅伝のルートが放送対象地域に含まれるNRNシングルネット局）でも放送されているため、中継内では『全国のニュース』[19]というタイトルを使用している。

- 日曜のジングルは2020年4月5日より、平日・土曜とは異なる物を使用している。
- 2020年4月13日より、新型コロナウイルス感染拡大防止の観点から、一部枠の担当者の変更、ワイド番組内で制作班を2班に分ける対応を行っているため、代役アナや記者がニュースを読み上げる場合がある。
- 2022年4月4日より、平日帯ワイド番組は （番組にアナウンサーが出演していても）報道部からアナウンサーを呼び出す方式を止め、出演しているアナウンサー（元アナウンサー）が原稿を読む形式に変更した[20]。同年7月3日より、一部の平日帯ワイド番組は報道部からのニュースが復活している。

## 関連番組
- ニュース・パレード